# Nazionale femminile di roller derby dell'Irlanda
La nazionale di roller derby dell'Irlanda è la selezione maggiore femminile di roller derby, il cui nickname è Team Ireland, che rappresenta l'Irlanda nelle varie competizioni ufficiali o amichevoli riservate a squadre nazionali. Si è classificata decima nel campionato mondiale di roller derby 2011 e 2014.

## Risultati
Legenda: Grassetto: Risultato migliore, Corsivo: Mancate partecipazioni

## Dettaglio stagioni

### Amichevoli
| Stagione | Vin | Par | Per | Tot | PF   | PS  | avversaria                                                  |
| -------- | --- | --- | --- | --- | ---- | --- | ----------------------------------------------------------- |
| 2014     | 5   | 0   | 2   | 7   | 1646 | 880 | Galles, Indie Occidentali, Birmingham, Central City, Scozia |
|          |     |     |     |     |      |     |                                                             |
| Totale   | 2   | 0   | 1   | 3   | 1646 | 880 |                                                             |

### Tornei

#### Mondiali
| Stagione | regular season | regular season | regular season | regular season | regular season | regular season | playoff | playoff | playoff | playoff | playoff | playoff   | playoff    |
|          | Vin            | Par            | Per            | Tot            | PF             | PS             | Vin     | Per     | Tot     | PF      | PS      | risultato | avversaria |
| -------- | -------------- | -------------- | -------------- | -------------- | -------------- | -------------- | ------- | ------- | ------- | ------- | ------- | --------- | ---------- |
| 2011     | 1              | 0              | 1              | 2              | 228            | 250            | 1       | 2       | 3       | 407     | 321     | Decima    | Germania   |
| 2014     | 2              | 0              | 1              | 3              | 395            | 532            | 0       | 1       | 1       | 133     | 303     | Decima    | Svezia     |
|          |                |                |                |                |                |                |         |         |         |         |         |           |            |
| Totale   | 3              | 0              | 2              | 5              | 623            | 782            | 1       | 3       | 4       | 540     | 624     |           |            |

### Riepilogo bout disputati
| Anno | Luogo      | Evento         | Fase del torneo            | Incontro                           | Risultato |
| 2011 | Toronto    | Mondiale       | Fase a gironi              | Argentina - Irlanda                | 51 - 164  |
| 2011 | Toronto    | Mondiale       | Fase a gironi              | Inghilterra - Irlanda              | 199 - 64  |
| 2011 | Toronto    | Mondiale       | Primo turno playoff        | Irlanda - Finlandia                | 134 - 148 |
| 2011 | Toronto    | Mondiale       | Secondo turno consolazione | Brasile - Irlanda                  | 57 - 213  |
| 2011 | Toronto    | Mondiale       | Finale 9º - 10º posto      | Irlanda - Germania                 | 60 - 116  |
| 2014 | Tallaght   | Boot Camp      |                            | Irlanda - Galles                   | 178 - 218 |
| 2014 | Tallaght   | Boot Camp      |                            | Irlanda - Indie Occidentali        | 396 - 51  |
| 2014 | Birmingham | Amichevole     |                            | Birmingham Blitz Dames - Irlanda   | 144 - 239 |
| 2014 | Birmingham | Amichevole     |                            | Central City Rollergirls - Irlanda | 130 - 158 |
| 2014 | Newport    | Road to Dallas |                            | Scozia - Irlanda                   | 204 - 147 |
| 2014 | Newport    | Road to Dallas |                            | Irlanda - Indie Occidentali        | 279 - 60  |
| 2014 | Newport    | Road to Dallas |                            | Galles - Irlanda                   | 73 - 249  |
| 2014 | Dallas     | Mondiale       | Fase a gironi              | Spagna - Irlanda                   | 74 - 203  |
| 2014 | Dallas     | Mondiale       | Fase a gironi              | Germania - Irlanda                 | 129 - 142 |
| 2014 | Dallas     | Mondiale       | Fase a gironi              | Inghilterra - Irlanda              | 329 - 50  |
| 2014 | Dallas     | Mondiale       | Ottavi di finale           | Svezia - Irlanda                   | 303 - 133 |

## Confronti con le altre Nazionali
Questi sono i saldi dell'Irlanda nei confronti delle Nazionali incontrate.

### Saldo positivo
| Nazionale         | Giocate | Vinte | Pareggiate | Perse | PF  | PS  | Ultima vittoria | Ultimo pari | Ultima sconfitta |
| ----------------- | ------- | ----- | ---------- | ----- | --- | --- | --------------- | ----------- | ---------------- |
| Indie Occidentali | 2       | 2     | 0          | 0     | 675 | 111 | 2014            | -           | -                |
| Brasile           | 1       | 1     | 0          | 0     | 213 | 57  | 2011            | -           | -                |
| Spagna            | 1       | 1     | 0          | 0     | 203 | 74  | 2014            | -           | -                |
| Argentina         | 1       | 1     | 0          | 0     | 164 | 51  | 2011            | -           | -                |

### Saldo in pareggio
| Nazionale | Giocate | Vinte | Pareggiate | Perse | PF  | PS  | Ultima vittoria | Ultimo pari | Ultima sconfitta |
| --------- | ------- | ----- | ---------- | ----- | --- | --- | --------------- | ----------- | ---------------- |
| Galles    | 2       | 1     | 0          | 1     | 427 | 291 | 2014            | -           | 2014             |
| Germania  | 1       | 0     | 1          | 2     | 202 | 245 | 2014            | -           | 2011             |

### Saldo negativo
| Nazionale   | Giocate | Vinte | Pareggiate | Perse | PF  | PS  | Ultima vittoria | Ultimo pari | Ultima sconfitta |
| ----------- | ------- | ----- | ---------- | ----- | --- | --- | --------------- | ----------- | ---------------- |
| Inghilterra | 2       | 0     | 0          | 2     | 114 | 528 | -               | -           | 2014             |
| Svezia      | 1       | 0     | 0          | 1     | 133 | 303 | -               | -           | 2014             |
| Scozia      | 1       | 0     | 0          | 1     | 147 | 204 | -               | -           | 2014             |
| Finlandia   | 1       | 0     | 0          | 1     | 134 | 148 | -               | -           | 2011             |